# Дитина (фільм, 2005)
«Дитина» (фр. L'enfant) — фільм 2005 р., знятий Жаном-П'єром Дарденном і Люком Дарденном.

## Сюжет
20-річна Бруно і 18-річна Соня намагаються вижити за рахунок її допомоги з бідності і його дрібних крадіжок, коли Соня вагітніє. Бруно продає дитину на чорному ринку усиновлень, щоб добути трохи «швидких» грошей. Зіткнувшись з шоком Соні, він шкодує про свою помилку і викупляє дитя назад, але, після того, як Соня виганяє його, його зростаючі борги і безрозсудність приводять Бруно прямою дорогою у в'язницю.

## Винагороди і визнання
«Дитина» виграв Золоту пальмову гілку на кінофестивалі у Каннах 2005 року. Він також висувався в номінаціях «найкращий фільм» і «найкращий актор» (Жеремі Реньє) на European Film Awards. Фільм був вибраний бельгійським журі для того, щоб номінувати як «найкращий зарубіжний фільм» для 78-ї церемонії вручення Оскара, але не потрапив у номінацію.

## У ролях
- Жеремі Реньє — Бруно
- Дебора Франсуа — Соня
- Джеремі Сегард — Стів
- Фабриціо Ронджоне — молодий бандит
- Олів'є Гурме — поліцейський в цивільному
- Енн Герард — продавець
- Бернар Марбє — продавець
- Жан-Клод Бонів'є — поліцейський в цивільному
- Фредерік Бодсон — старший бандит
- Марі-Роз Ролан — медсестра